# VR-Render
VR-Render est un logiciel gratuit d'imagerie médicale, permettant de visualiser des fichiers au format DICOM.

## Le produit
VR-Render est un logiciel permettant de visualiser en 3 dimensions les données d'imagerie médicale sur différents systèmes (windows, linux, macosx).
Il utilise un grand nombre de librairies libre tel que VTK, ITK, dcmtk.

## Les auteurs
L'équipe de recherche et développement informatique de l'IRCAD est à l'origine de ce projet.

## Histoire
- 2008, première version
- 2009, VR-Render 0.8 : version améliorée avec plus de fonction
- 2010: VR-Render Websurg LE : version plus professionnelle optimisée en ergonomie avec une base de données de cas cliniques 3D associés à leur vidéo opératoire téléchargeable gratuitement[1].